# Ernst S. Nilson

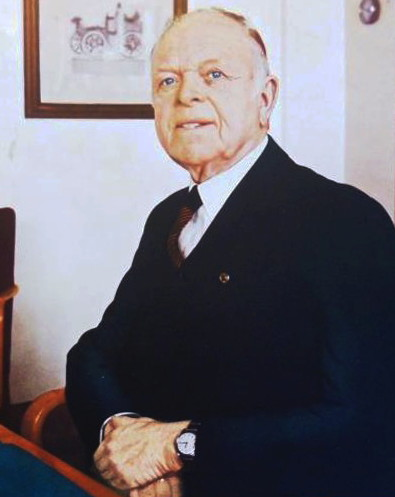
Ernst Nilson 1958.

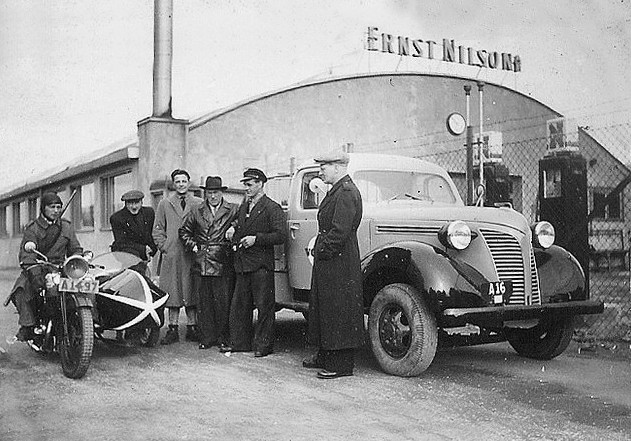
En av Ernst Nilsons anläggningar, 1940-tal.

Ernst Samuel Nilson, född 20 mars 1885 i Katarina församling, Stockholm, död 14 maj 1973 i Engelbrekts församling, Stockholm, var en svensk affärsman främst inom fordonsbranschen och pionjär inom motorsporten. Hans företag, Ernst Nilson AB var återförsäljare för Volvo i Stockholm mellan 1942 och 1964. 

## Biografi
Ernst S. Nilson växte upp på Södermalm i Stockholm. Efter folkskolan började han arbeta i faderns åkeriföretag, som han övertog 1917. Då hade rörelsen 53 hästar, 4 lastbilar och 3 droskor. År 1919 bildade han tillsammans med sin bror Nils Barrén Automobilfirman Ernst Nilson & Co med kontors- och utställningslokaler vid Birger jarlsgatan. 
I början av 1923 fick firman en eftertraktad Ford-agentur, som medförde en kraftig ökning av försäljningen. År 1924 lämnade brodern firman och Ernst S. Nilson blev huvudägare. Åren 1930 till 1933 byggdes ett nytt försäljnings- och servicecentrum vid Hälsingegatan 43 i Vasastaden. Huset ritades anpassat till Nilsons verksamhet av arkitekt Sven Erik Lundqvist.  Anläggningen skulle sedermera kallas i folkmun för "PV-palatset" (efter Volvo PV). År 1938 utnämndes Nilsons bilfirma till Kunglig  bilhovleverantör. Expansionen fortsatte med en stor bilverkstad som uppfördes 1939-1940 vid Ringvägen.
Den 1 januari 1942 lämnade Nilson Fordagenturen och blev ensamförsäljare för Volvo i Stockholm. I samband med bytet till Volvo ändrades firmanamnet till Ernst Nilson AB. Nilson var entusiastisk tennisspelare och pådrivare när Kungliga Tennishallen byggdes 1942–1943. Han var även invigningstalare när hallen öppnade den 22 oktober 1943 och spelade både i tränings- och tävlingssammanhang med kung Gustav V. I tennishallen premiärvisades i september 1944 Volvos nya PV 444, utställningen var ett initiativ av Nilson.
År 1946 blev AB Vägmaskiner helägt dotterbolag till Ernst Nilson AB och hette sedermera Nilsons maskin AB. Filialer etablerades i Sundsvall 1947 och i Boden 1950. I början av 1960-talet drog sig Ernst Nilson tillbaka från det aktiva firmalivet, då var sonen Tore verkställande direktör. Nilsons maskin AB såldes 1963 till Incentive och Ernst Nilson AB förvärvades av Volvo 1964.
Ernst Nilson var farfarsfar till Johan Ernst Nilson.

## Motorsport

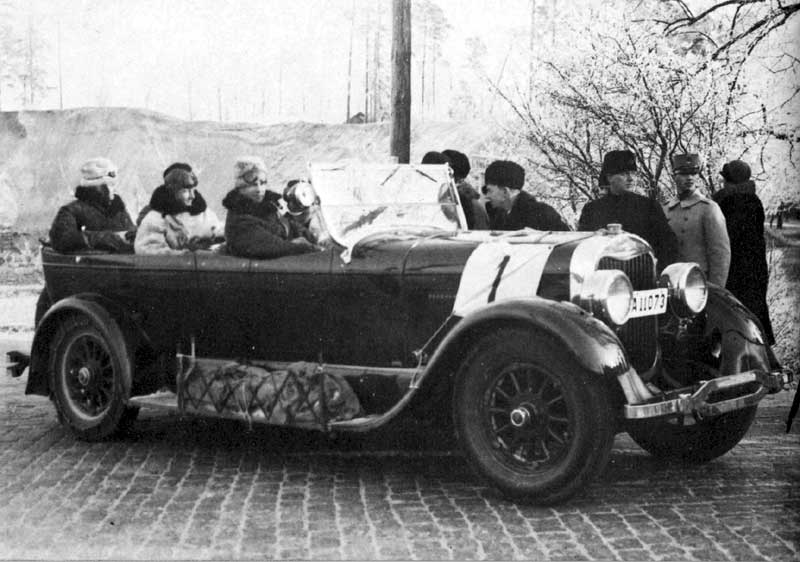
Nilsons Lincoln Touring, 1927.

Ernst S. Nilson var pionjär inom motorsporten. Han deltog bland annat i KAK:s landsvägstävlingar där han vann fyra gånger, exempelvis i vinterloppet Östersund-Stockholm 1927. Där ställde han upp med en Lincoln modell L 7-sitsig Touring med registreringsnummer A 11073 och anlände som förste man till tidsmålet i Frösunda. År 1950 tog han initiativet till det 300 mil långa Midnattssolsrallyt, där förarna ända fram till 1970 tävlade om ett vandringspris instiftat av Ernst Nilson.